# Johan Ulrik Wallenberg
Johan Ulrik Wallenberg, född 19 september 1793 i Skeda socken, död 8 mars 1862 i Hovs socken, var en svensk präst.

## Biografi
Johan Ulrik Wallenberg föddes 1793 i Skeda socken. Han var son till lektorn Marcus Wallenberg och Christina Ulrica von Bruce i Linköping. Wallenberg blev 1813 student vid Uppsala universitet och filosofie kandidat 1820 samt filosofie magister 1821. Han fick tjänst som apologist i Linköping 25 augusti 1825, blev kollega 30 oktober 1830 kollega och konrektor 31 juli 1834. Han prästvigdes 10 december 1834 och togs pastoralexamen 31 augusti 1835. Den 7 december 1840 blev han kyrkoherde i Hovs församling med tillträde 1841 och blev 3 juni 1845 prost. Wallenberg avled 1862 i Hovs socken.
Wallenberg gifte sig 1 september 1825 med Andrietta Petronella Chierlin (1796–1864). Hon var dotter till kommerserådet Samuel Johan Chierlin och Maria Elisabet Tidén. De fick tillsammans barnen Johan Marcus Ludvig Ulrik (1826–1826), Johan Adolf (1827–1895), Anna Ulrika Maria (född 1829), Johan Marcus (1831–1901), Andrietta Sofia Vilhelmina (född 1833) och Abela Helena Lovisa (född 1835).